# СА-3

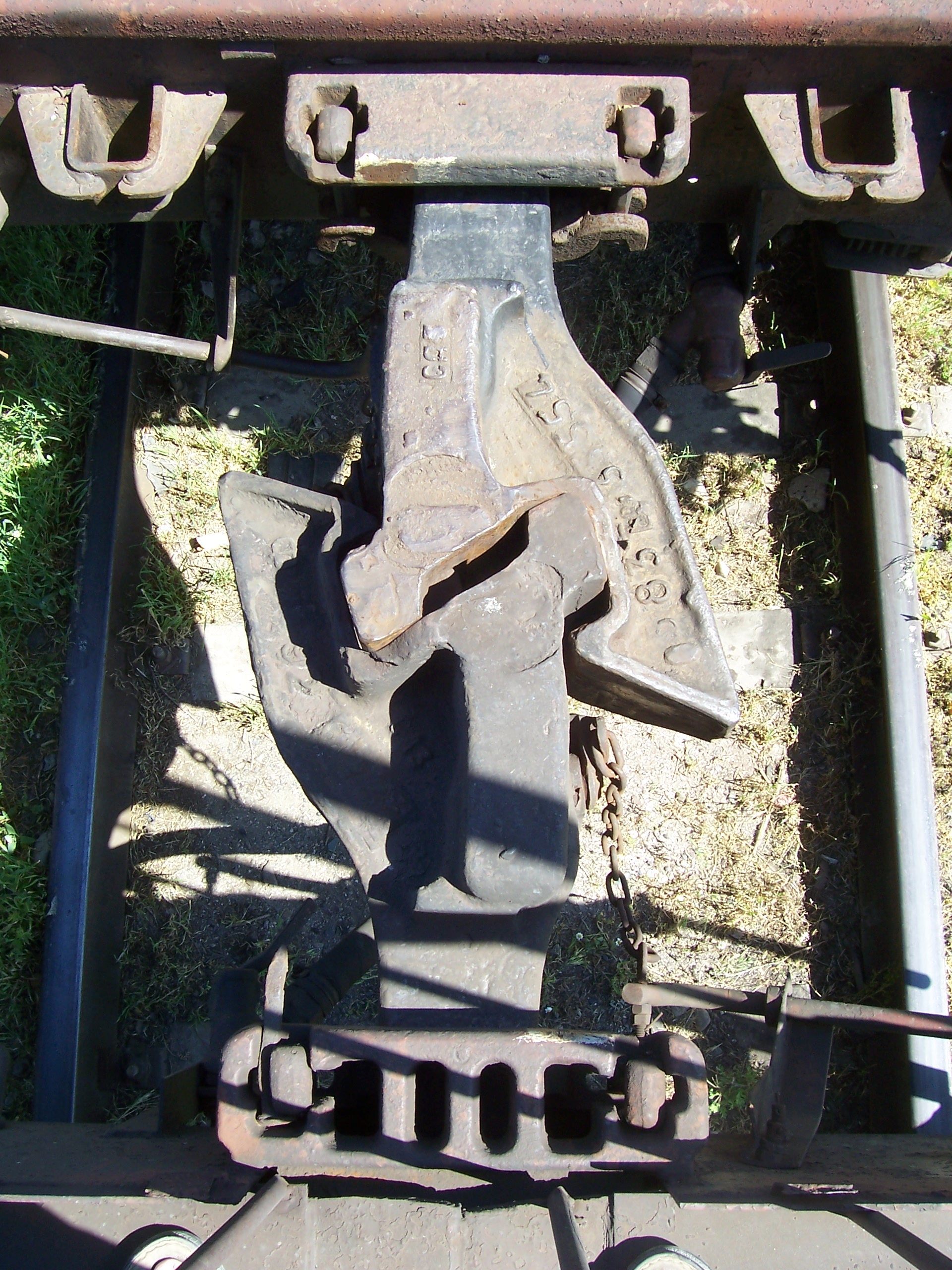
Автосцепки СА-3, вид сверху

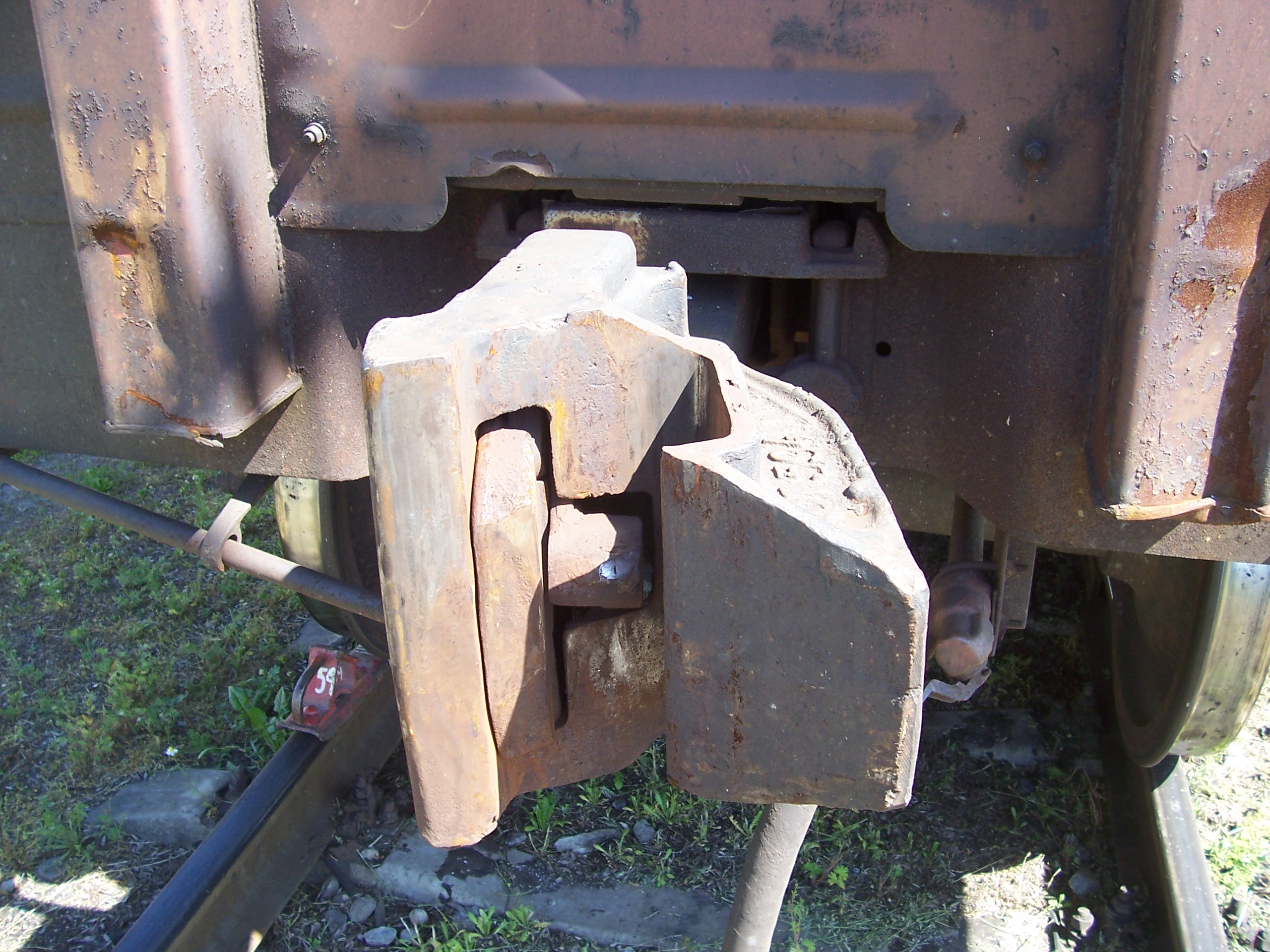
Автосцепка СА-3, вид спереди

Упрощённая схема действия автосцепки СА-3

Автосце́пка СА-3 — автоматическое сцепное устройство, применяемое на железнодорожном транспорте России, в республиках бывшего СССР и в Монголии для сцепления между собой единиц подвижного состава с минимальным участием сцепщика. СА-3 также используется на шведско-норвежской рудовозной железной дороге Мальмбанан (см. электровозы IORE). В Финляндии, Иране и Ираке используется СА-3, совмещенная с винтовой стяжкой и буферами (комбинированная сцепка Unilink). Также СА-3 или совместимая с ней сцепка используется в таких странах Африки, как Камерун, Габон и Мавритания.
Аббревиатура названия означает Советская автосцепка, 3-й вариант». Является автосцепкой ударно-тяговой, нежёсткого типа.
Автосцепка состоит из следующих частей: корпуса автосцепки и расположенного в нём механизма, тягового устройства с поглощающим аппаратом (пружинами), расцепного привода и ударно-центрирующего прибора. Корпус автосцепки представляет собой пустотелую стальную отливку, в головной части которой размещаются детали механизма. Если смотреть на автосцепку спереди, то у неё справа расположен большой зуб, слева — малый. Пустота между зубьями называется зевом автосцепки. Слева из зева выступает замок, в середине выходит лапа замкодержателя.
Впервые вопрос о внедрении автосцепки на российских железных дорогах всерьёз обсуждался в 1898 году на ХХ совещательном съезде представителей железных дорог. В качестве одного из вариантов рассматривалась и американская автосцепка системы Джаннея. Даже проводились ограниченные испытания данного типа автосцепок на российских железных дорогах. Результаты испытаний были признаны неудовлетворительными и от внедрения автосцепок системы Джаннея на российских железных дорогах было решено отказаться.
Применяемая на железных дорогах постсоветского пространства автосцепка СА-3 разработана на основе английской сцепки 1910 года системы Виллисона (John Willison) в 1932 году коллективом специалистов Московского ВРЗ в составе А. Ф. Пухова, И. Н. Новикова, В. А. Шашкова и В. Г. Голованова под руководством В. Ф. Егорченко. Авторы полностью переработали автосцепку, а главное — применили новый контур зацепления. Получилась очень удачная конструкция. На Западе её называют «русская автосцепка» или «автосцепка Виллисона с русским контуром».

## Переход с винтовой сцепки на СА-3
Причин перехода на автосцепку было несколько. Сцепление подвижного состава винтовой стяжкой требовало очень точной работы машинистов и относительно длительного времени для натягивания стяжки и соединения вагонов. Этот процесс требовал постоянного присутствия сцепщика в зоне буферов, что при неосторожности влекло смертельно опасные травмы. Кроме того, винтовая стяжка имела малую прочность на разрыв, что влекло частые разрывы грузовых поездов.
В отличие от применявшейся ранее винтовой сцепки, при использовании автосцепки СА-3 участие сцепщика сводится лишь к продувке и соединению тормозных рукавов и жокс электрических кабелей на уже соединённых и неподвижных единицах подвижного состава, само зацепление сцепок происходит при их соединении автоматически и практически мгновенно. Это позволило полностью автоматизировать многие этапы маневровой работы и резко поднять производительность труда. Запас прочности автосцепки и её защищённость от рывков и ударов многократно превышали возможности винтовой упряжи. Историк железнодорожного транспорта Алексей Вульфов утверждает, что во время испытания автосцепки машинистам, которым удавалось разорвать поезд, давали премию.

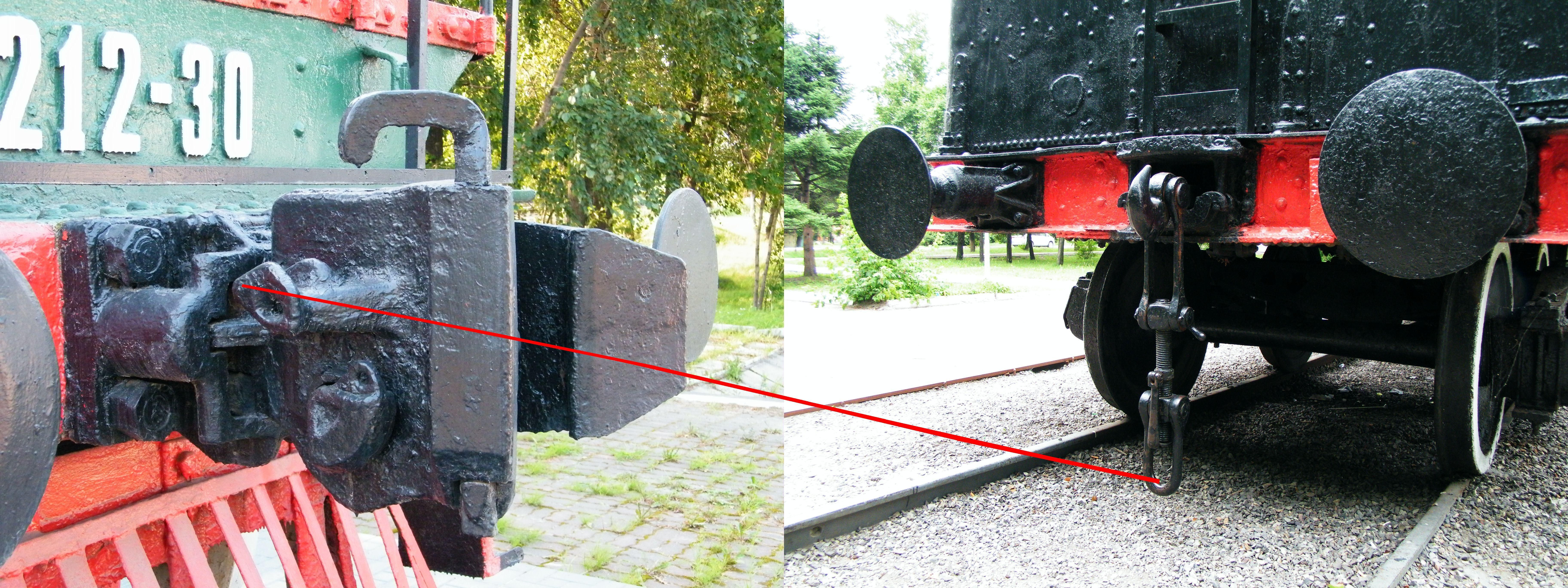
Автосцепка СА-3 паровозного типа с «ухом», на которое набрасывалась серьга винтовой сцепки. Красной линией показано, как нужно сцеплять подвижной состав

Перевод железных дорог СССР на автосцепку начался в 1935 году и был полностью завершён в 1957 году. Во время перехода с винтовой сцепки на автосцепку на советских железных дорогах применялось специальное переходное приспособление, называвшееся «двухзвенная цепь». Двухзвенная цепь представляла собой уголок с двумя звеньями цепи. Уголок вставлялся в зев автосцепки (между большим и малым зубом), а крайнее звено цепи накидывалось на крюк винтовой сцепки вагона. Допускалось при маневровой работе обходиться без двухзвенной цепи, вешая звено винтовой упряжи на крюк СА-3 (если таковой есть).

## Последствия введения автосцепки
После оснащения всего подвижного состава автосцепкой исчезла необходимость в особых путевых знаках — уклоноуказателях, и в начале 1960-х годов они были демонтированы.

## Усовершенствование автосцепки СА-3

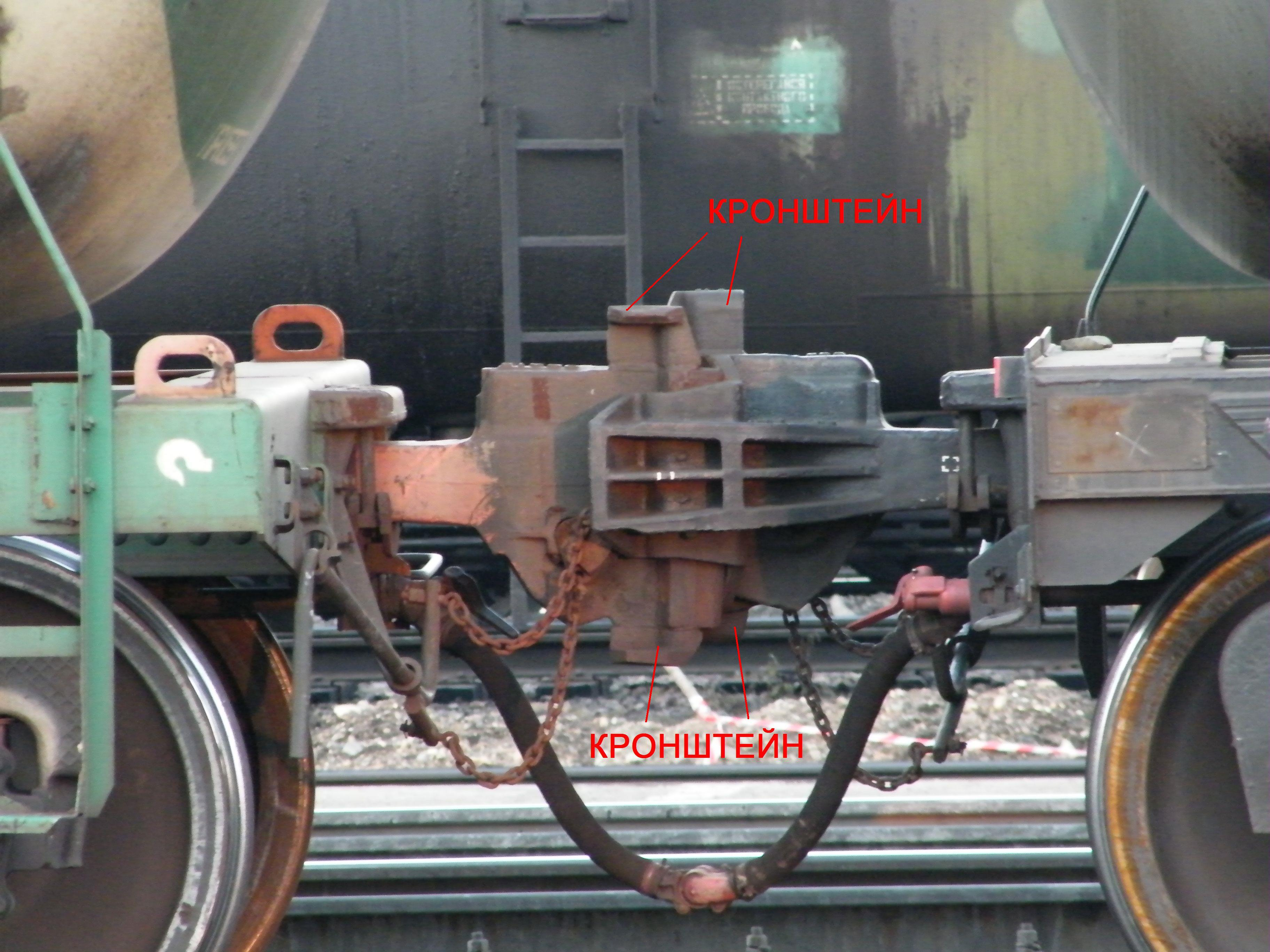
Усовершенствованная автосцепка СА-3 на железнодорожных цистернах с нефтепродуктами. Приваренные кронштейны отмечены красными стрелками

С 2000-х годов на железных дорогах России применяется усовершенствованная автосцепка СА-3. При обрыве обычной автосцепки её корпус может, выскальзывая из зева сцепленной автосцепки, упасть на рельсошпальную решетку; при её падении может повредиться стрелочный перевод или, что опаснее, оказавшись на головке рельса, массивный стальной обломок может привести к крушению поезда. Усовершенствование заключается в том, что к корпусу (сверху и снизу) привариваются два кронштейна, препятствующие выскальзыванию и падению на шпалы оборванной автосцепки. В первую очередь усовершенствованные автосцепки устанавливаются на железнодорожные цистерны, предназначенные для перевозки нефтепродуктов.

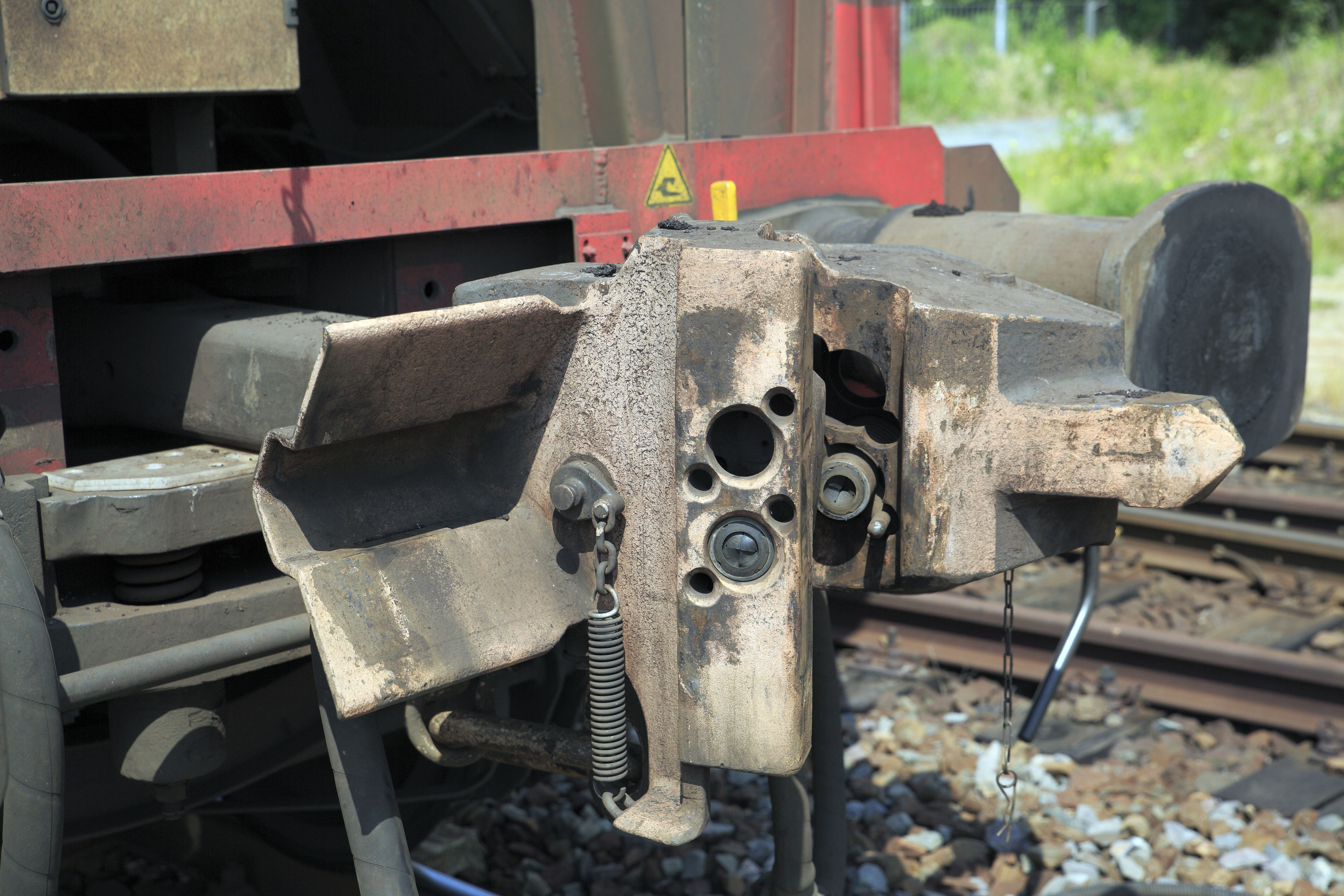
Автосцепка C-AKv. На боковых поверхностях зубьев видны соединители пневматических магистралей и электрические контакты

С 1970-х годов ведутся разработки стандарта автосцепки для железных дорог Европейского союза. Конструкция одной из разработок, C-AKv (нем. Compact - Automatische Kupplung vereinfacht, компактная упрощённая автосцепка), основана на сцепке СА-3 и совместима с ней. В отличие от СА-3, в C-AKv имеется дополнительный выступ на большом зубе, который попадает в специальный паз. За счёт этого выступа сцепка работает как жёсткая, благодаря чему становится возможным автоматическое соединение электрических разъёмов и тормозных магистралей. Автосцепка C-AKv применяется в основном для соединения крупных грузовых поездов, так как винтовая упряжь не выдерживает необходимой нагрузки.
В 2019 году во ООО «ВНИЦТТ» был разработан вариант автосцепки СА-3Т для тяжеловесных вагонов, имеющий малый зуб и замок увеличенной высоты, которые позволяют расширить вертикальную область надёжного сцепления на 70 мм в сравнении с обычной автосцепкой СА-З. Увеличение высоты необходимо, так как тяжеловесные вагоны могут иметь пониженную высоту хребтовой балки или увеличенный ход рессор. Также автосцепка СА-3Т имеет несколько иную форму хвостовика. Сцепляемость с обычными СА-3 обеспечивается за счёт одинакового с ними контура зацепления.

## Основные технические характеристики и детали
- Габаритные размеры — 1130 × 421 × 440 мм
- Вес автосцепки в сборе варьируется в зависимости от чертежа — от 207,18 до 215 кг
- Детали:

1. корпус автосцепки (176 кг);
2. замок;
3. предохранитель замка;
4. подъёмник замка;
5. валик;
6. замкодержатель.